# 建造業訓練委員會

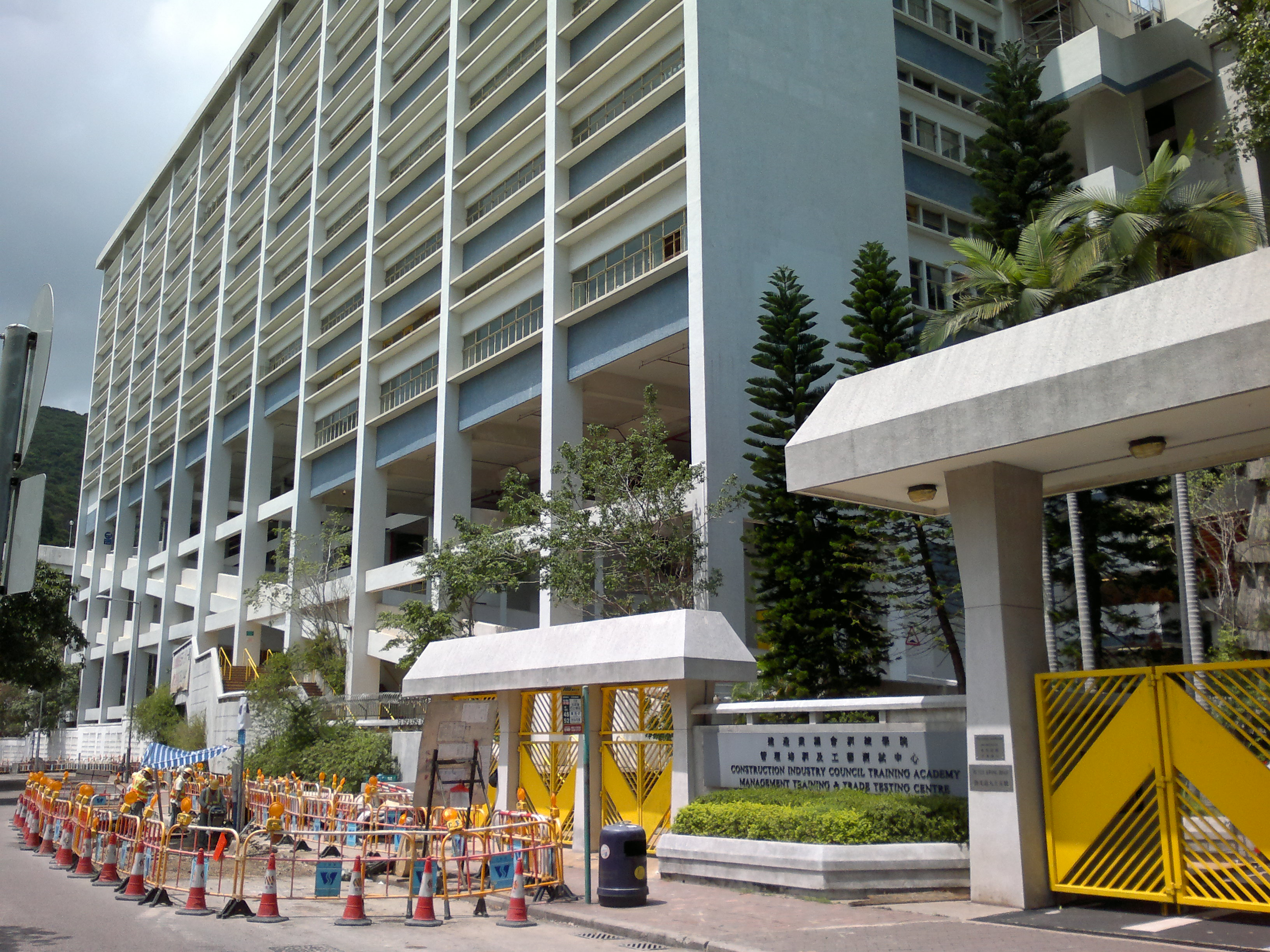
建造業訓練委員會管理及安全訓練中心及工藝測試中心，兼建造業訓練委員會辦事處所在地

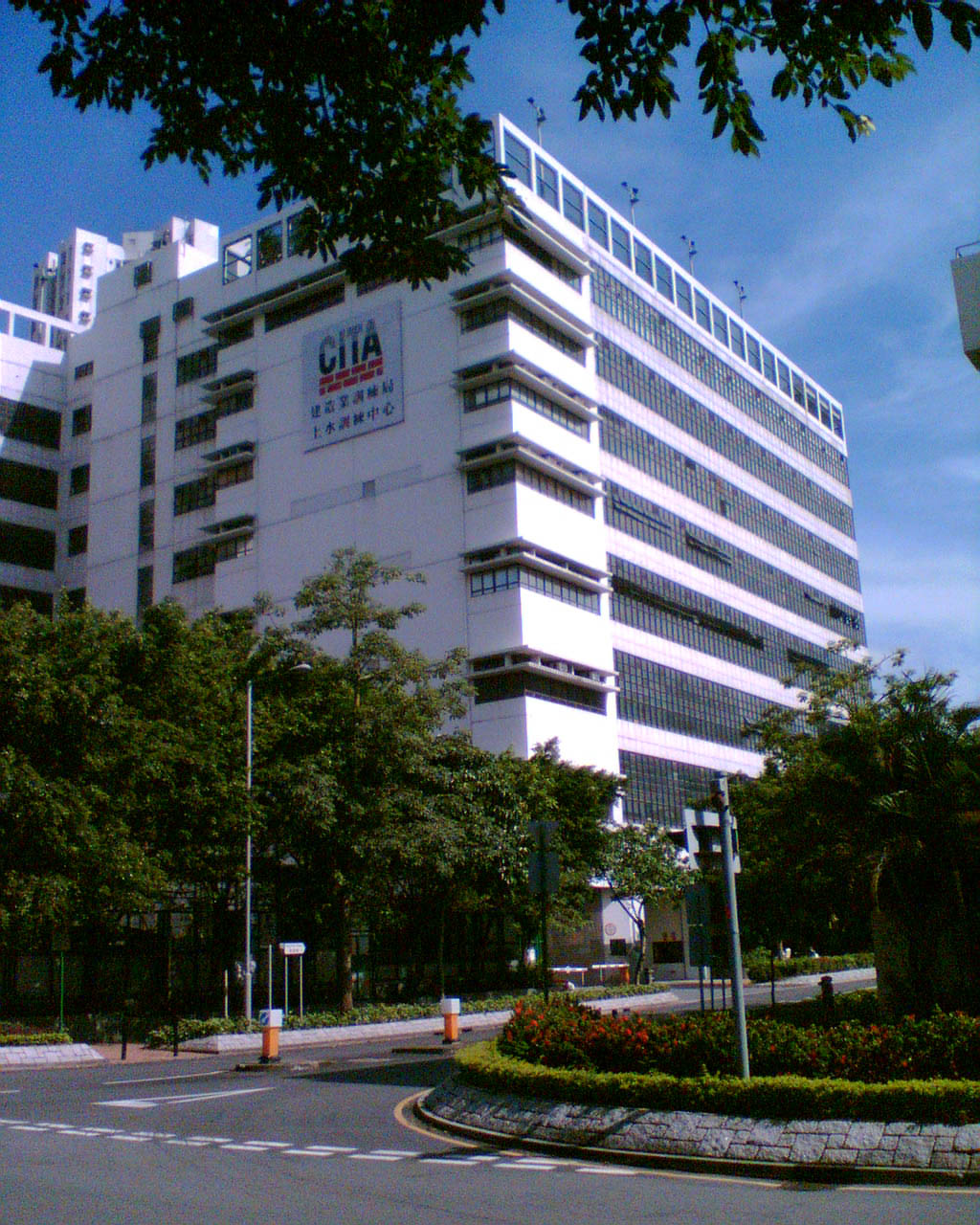
上水鳳南路建造業議會訓練學院

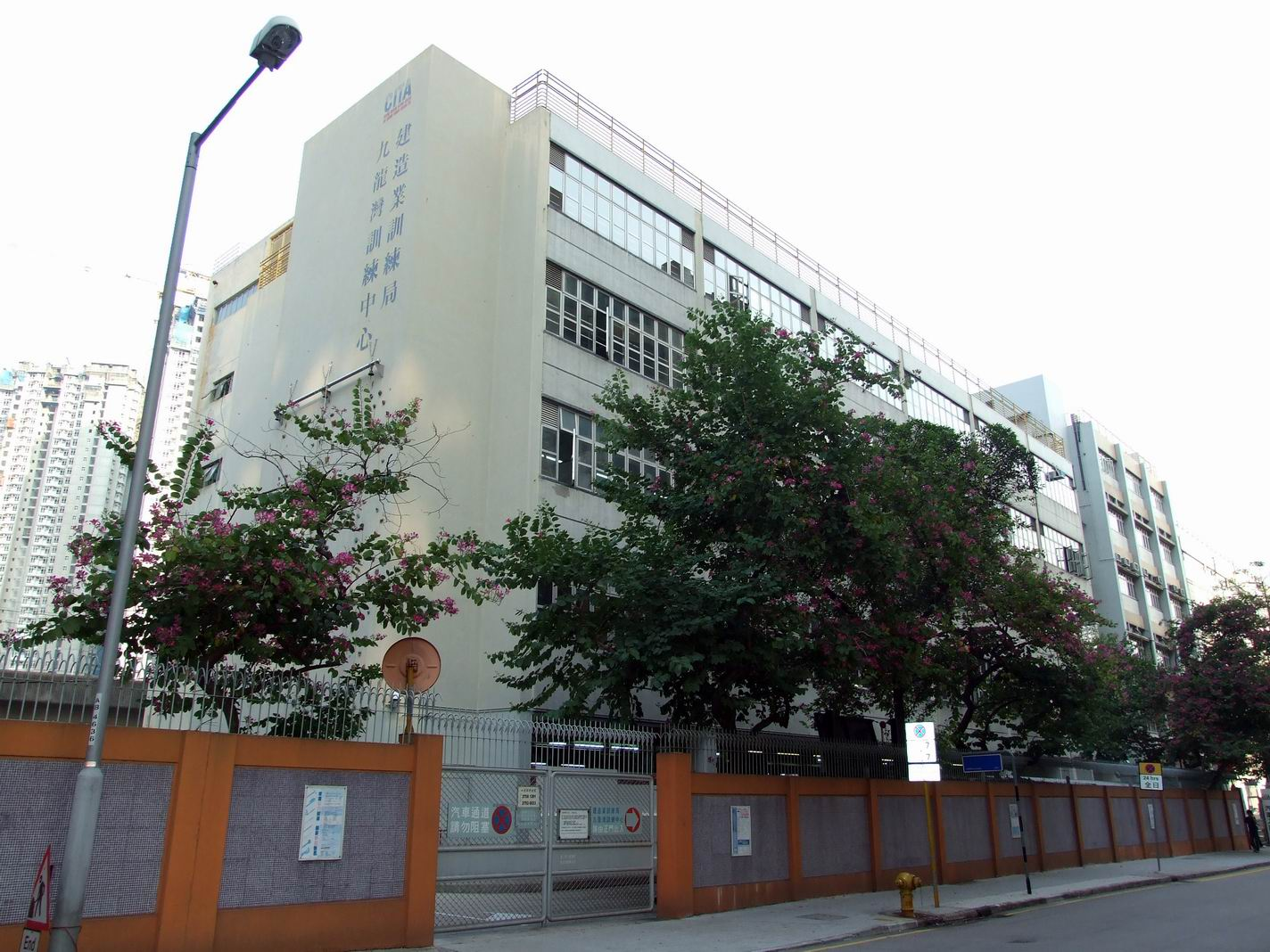
九龍灣大業街建造業議會訓練學院

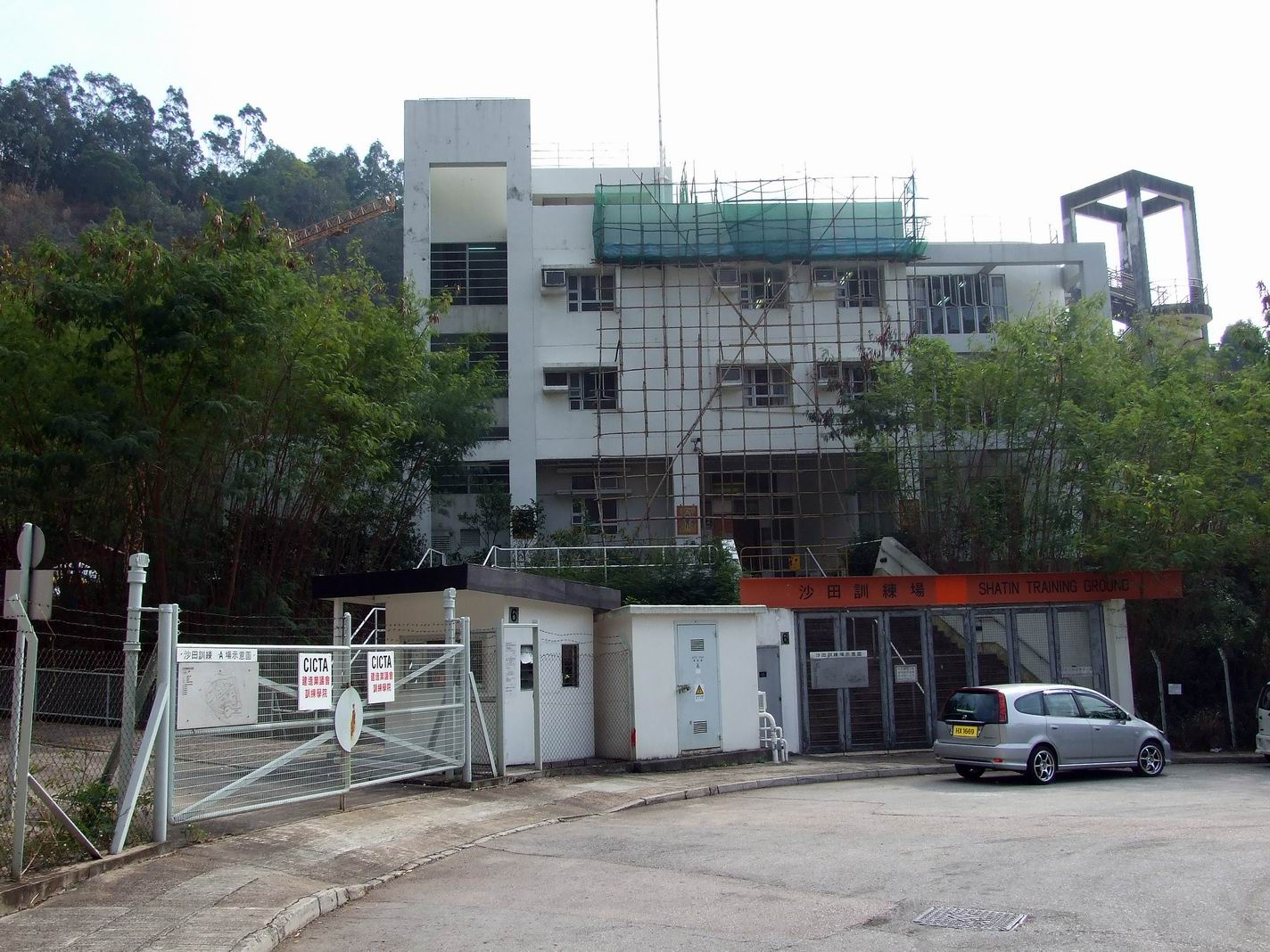
沙田石門安興里建造業議會訓練學院

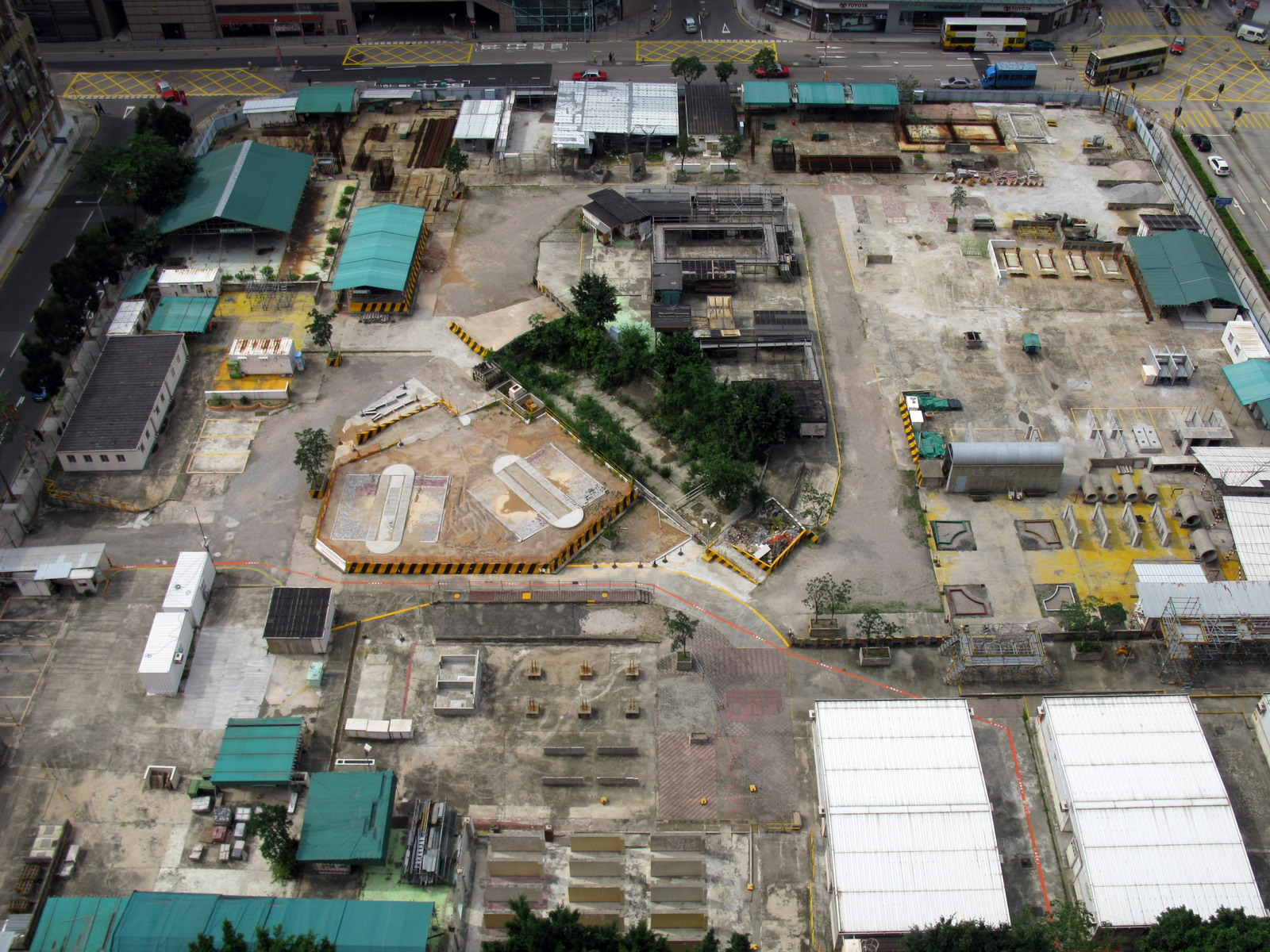
位於九龍灣的常悅道訓練場（現為零碳天地）

建造業訓練委員會（英語：Construction Industry Training Board，縮寫：CITB），前稱建造業訓練局（Construction Industry Training Authority, CITA），是香港一所建築業訓練學校機構。使命是為香港建築業訓練人材，為工藝定立標準，引進科技，提升工業安全認知。香港建造業訓練局是按香港法例《工業訓練（建造業）條例》，於1975年9月成立。 在之前，香港是由三行師傅徒弟制度訓練香港建築業技術員，俗稱「地盤工人」。
自2008年元旦起建造業訓練局和建造業議會合併，下設「建造業訓練委員會」，處理過往由「建造業訓練局」負責的培訓及工藝測試職能，並於同日起把辦事處由金鐘美利大廈遷往香港仔漁光道。

## 建造業議會轄下訓練中心及訓練場
辦事處
- 香港仔工藝測試及訓練中心

訓練中心
- 九龍灣訓練中心
- 上水訓練中心
- 葵涌訓練中心

訓練場
- 偉樂街訓練場
- 啟福道訓練場
- 屯門訓練場
- 沙田訓練場
- 兆麟街訓練場
- 元崗訓練場
- 通州街訓練場
- 黃龍坑訓練場
- 大埔訓練場
- 天月路訓練場
- 達美路訓練場

## 委員會成員
建訓會成員包括主席和 13 名成員，由建造業議會委任。他們包括 2 名公職人員，以及代表專業人士及顧問、承建商、工會及訓練機構的人士。現任的主席及成員的任期為期1年，由2017年1月1日開始：
主席
- 陳修杰 工程師

成員
- 陳劍光 先生
- 陳八根 先生
- 周炳芝 測量師
- 鄭秀娟 女士
- 戚務堅 博士工程師
- 蔣日雄 教授
- 霍靜妍 測量師
- 林煦基 先生
- 吳國群 先生
- 黃朝龍 先生
- 余世欽 工程師
- 林啟忠 先生
- 麥平生 先生

資料來源：建造業議會 - 建造業訓練委員會

## 合作伙伴
- 英國特許建造學會（香港分處）
- 香港工程師學會
- 香港中文大學建築學系
- 香港品質保證局
- 香港建造商會

房屋署
- 香港建造業總工會

屋宇署
- 香港建築師學會
- 香港科技大學土木工程學系
- 香港測量師學會
- 香港電器工程商會
- 香港營造師學會
- 香港職業安全衛生協會
- 教育局
- 勞工及福利局
- 僱員再培訓局
- 建造業議會

建築署
- 職業安全健康局
- 職業訓練局

## 註腳
1. ↑  .   [2008-01-02]. （原始内容存档于2021-01-17）.

## 外部連結
- 建造業議會
  - 建造業訓練委員會